# Fontaines-Saint-Clair
Fontaines-Saint-Clair ist eine französische Gemeinde mit 36 Einwohnern (Stand 1. Januar 2022) im Département Meuse in der Region Grand Est (bis 2015 Lothringen). Sie liegt im Arrondissement Verdun und im Kanton Stenay.

## Geografie

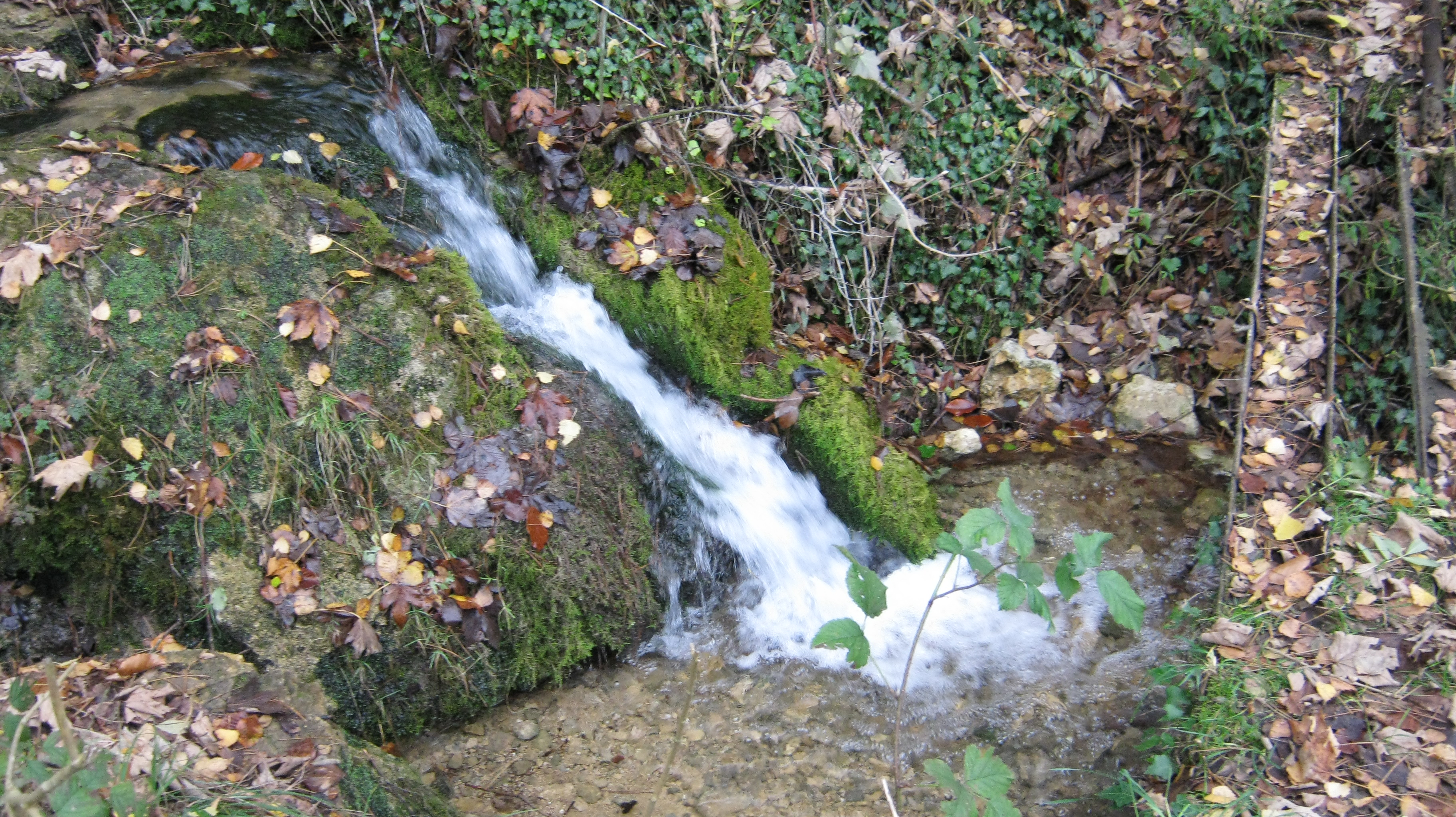
Douaquelle

Die Gemeinde liegt etwa 60 Kilometer von Metz entfernt. Im Gemeindegebiet entspringt das Flüsschen Doua, welches nach wenigen Kilometern in die Maas mündet.

## Bevölkerungsentwicklung
| Jahr      | 1962 | 1968 | 1975 | 1982 | 1990 | 1999 | 2007 | 2019 |
| Einwohner | 84   | 63   | 56   | 33   | 37   | 41   | 50   | 44   |

## Sehenswürdigkeiten
- Kirche Saint-Michel aus dem Jahr 1777 (siehe auch: Liste der Monuments historiques in Fontaines-Saint-Clair)
- Kapelle Saint-Clair